# 郇㫋
郇旃（？—1408年），直隸淮安府沭陽縣人，明朝政治人物。

## 生平
洪武二十九年（1396年）丙子科應天鄉試第三十九名舉人，建文二年（1400年）中式庚辰科會試第九十九名，二甲第八名進士。授吏科給事中，永樂元年（1403年）升禮科右給事中，升鴻臚寺左少卿，六年（1408年）六月卒。

## 家族
曾祖郇存義；祖父郇惟禮。